# Daniel H. Wilson
Daniel H. Wilson  (nacido el 6 de marzo de 1978 en Tulsa, Oklahoma) es un autor superventas de el New York Times, presentador de televisión e ingeniero en robótica. Wilson es un editor colaborador de la revista Popular Mechanics,  llamada "Resident Roboticist". En la actualidad reside en Portland, Oregon.  Su novela más reciente, publicada el 5 de junio de 2012, es Amped.

## Infancia y juventud
Daniel H. Wilson nació en Tulsa, Oklahoma, EE.UU., y es el mayor de dos hijos. El padre de Wilson posee una tienda de repuestos automovilísticos llamada "Howard's Auto Top & Body Shop", y su madre es enfermera.

## Educación
Wilson asistió a la Booker T. Washington High School, donde se graduó en 1996. Obtuvo su licenciatura en Ciencias de la Computación en la Universidad de Tulsa en el año 2000, estudiando un semestre filosofía en la Universidad de Melbourne, Australia. Completó una Maestría en Robótica, otra Maestría en Aprendizaje automático, y su doctorado en Robótica en 2005 en el Instituto de Robótica de la Universidad Carnegie Mellon en Pittsburgh, Pennsylvania. Su trabajo de tesis, titulado Entornos de Asistencia Inteligentes para el monitoreo automático de la Salud,  se centró en la prestación de ubicación automática y control de la actividad en el hogar a través de sensores de bajo coste tales como detectores de movimiento e interruptores de contacto. Ha trabajado como becario de investigación en Microsoft Research, Xerox PARC, Northrop Grumman, y Intel Research Seattle.

## Premios
- Su primer libro, Cómo sobrevivir a un levantamiento Robot (How to Survive a Robot Uprising),  ganó un premio Rave de Wired  y fue elegido por la Asociación Americana de Bibliotecas (American Library Association) como "Tapa blanda popular 2007 para los adultos jóvenes."
- Su segundo libro, ¿dónde está mi Jetpack?,  Fue un Media GQ Pick para 2007.
- Su tercer libro, Cómo construir un ejército de robots,  fue elegido por la Asociación Americana de Bibliotecas como "2009 Quick Pick renuentes para lectores adultos jóvenes".
- Su primera novela, Robopocalipsis,  fue un superventas de el New York Times, y un superventas de LA Times, ganador de los Alex Awards presentados por la Young Adult Library Association Services (YALSA), un Barnes & Noble Mejor Libro del 2011, un candidato para el premio John W. Campbell Memorial a la mejor novela de ciencia ficción, y un candidato para el Premio Endeavor 2012.
- Él fue el invitado de honor en la convención de ciencia ficción Capricon 33, que se celebró en Chicago.

### Novelas
- A Boy and His Bot,  lector medio (New York: Bloomsbury para la Infancia, 2011)
- Robopocalipsis,  techno thriller (Nueva York: Doubleday, 2011)
- AMPED,  techno thriller (Nueva York: Doubleday, 2012)
- Robogenesis,  techno thriller (Nueva York: Doubleday, 2014)

### Corto de ficción
- "The Nostalgist" (Tor.com de 2009)
- "Parasite" (en el siglo 21 muertos: Una antología Zombie,  editado por Christopher Golden, St. Martin Press, 2012)
- "Helmet" (en Armored,  editado por John Joseph Adams, Baen Books, 2012)
- "Freshee de Frogurt" (en Diverse Energies,  editado por Tobias S. Buckell y Joe Monti, Tu Books, 2012)
- "The Executor" (en The Mad Scientist Guide to World Domination  editado por John Joseph Adams, Tor, 2013)

### Novela gráfica
- "Spooky Shit" (en "Zombies vs Robots:. Seasons of War", ilustrado por Sam Kieth y editado por Chris Ryall, IDW, 2012)

### No ficción
- How To Survive a Robot Uprising: Tips on Defending Yourself Against the Coming Rebellion,  humor (New York: Bloomsbury, 2005)
- Where's My Jetpack?: A Guide to the Amazing Science Fiction Future That Never Arrived,  el humor (New York: Bloomsbury, 2007)
- How To Build a Robot Army: Tips on Defending Planet Earth Against Aliens, Ninjas, and Zombies,  humor (New York: Bloomsbury, 2008)
- El Salón de la Fama del científico loco: Muwahahaha!, Humor (Nueva York: Citadel, 2008)
- Bro-Jitsu: The Martial Art of Sibling Smackdown,  humor (New York: Bloomsbury Children, 2010)

### Antologías editadas
- Robot Uprisings,  coeditado con John Joseph Adams (New York: Vintage, 2014)

## Adaptaciones cinematográficas

### Cómo sobrevivir a un levantamiento Robot
Cómo sobrevivir a un levantamiento Robots,  publicado durante el último año de Wilson en la escuela de posgrado a finales de 2005, fue obtenida por Paramount Pictures. Un guion fue escrito por Tom Lennon y Garant Ben, y producido por Mike DeLuca. Mike Myers se unió al proyecto;. La secuela de Cómo sobrevivir a un levantamiento Robot, llamado "Cómo construir un ejército de Robots", fue obtenida también por Paramount Pictures. Sin embargo, las posibles opciones han expirado.
En octubre de 2010, Cómo sobrevivir a un levantamiento robot  fue re-obtenida por Steve Pink (guionista de películas como Alta fidelidad  y Grosse Pointe Blank  ) y el actor Jack Black.

### Bro-Jitsu
En agosto de 2007 (antes de la publicación), Bro-Jitsu  fue obtenido por Nickelodeon Movies (un subconjunto de Paramount Pictures) y Wilson fue contratado para escribir el guion.

### Robopocalipsis
En noviembre de 2009, Wilson vendió su novela Robopocalipsis  a Doubleday, con Jason Kaufman (editor de Dan Brown, entre otros), entrando como redactor. Un día antes de que los derechos de la novela fueron adquiridos, Wilson vendió los derechos cinematográficos s DreamWorks SKG, donde oficialmente Steven Spielberg firmó como director. La película aún está a la espera de desarrollarse en algún momento del futuro.

### Amped
En noviembre de 2010, Wilson vendió su novela AMPED  a Doubleday, trabajando de nuevo con el editor Jason Kaufman. Los derechos cinematográficos de la novela fueron vendidos a Summit Entertainment, con Alex Proyas (Dark City, El Cuervo, Yo, Robot), encargándose de dirigir el film

### The Nostalgist
En 2012, Wilson cuento "The Nostalgist" fue obtenido por el italiano Giacomo Cimini director.

## Presentador de televisión
Wilson fue anfitrión de una serie en el History Channel titulado Las obras,  que se estrenó el 10 de julio de 2008. Diez episodios de The Works  salieron al aire, en la que Wilson explicó el funcionamiento oculto de objetos de uso cotidiano, como zapatillas de deporte, Armas, Cerveza, basura, Robots, Paracaidismo, herramientas eléctricas, Acero, Motos y tatuajes. Él también ha aparecido como él mismo en Maravillas Modernas  y Countdown to Doomsday.